# Ciocănești (Călărași)
Ciocănești è un comune della Romania di 4 519 abitanti, ubicato del distretto di Călărași, nella regione storica della Muntenia.